# Goodyera taitensis
Goodyera taitensis är en orkidéart som beskrevs av Carl Ludwig von Blume. Goodyera taitensis ingår i släktet knärötter, och familjen orkidéer. Inga underarter finns listade i Catalogue of Life.